# 9-та піхотна дивізія (США)
9-та піхо́тна диві́зія а́рмії США (англ. 9th Infantry Division (United States) — військове з'єднання, піхотна дивізія армії США. Дивізія брала участь у боях Другої світової війни, а також у війні у В'єтнамі. Входила до складу Регулярної армії США.